# Marie Lavigne (historienne)
Pour les articles homonymes, voir Marie Lavigne (homonymie).
Marie Lavigne, née en 1949, est une historienne et gestionnaire d'administrations publiques canadienne. Connue pour son positionnement féministe, elle participe à la légitimation de l'histoire des femmes comme objet d'étude, notamment par la publication de L'Histoire des femmes au Québec depuis quatre siècles avec le collectif Clio. Elle travaille également pour le gouvernement québécois et comme présidente du Conseil du statut de la femme du Québec de 1988 à 1995.
En 2014, elle est faite chevalière de l'Ordre national du Québec.

## Biographie

### Jeunesse et formation
Née en 1949, Marie Lavigne obtient un baccalauréat en histoire à l’Université du Québec à Montréal en 1972, puis une une maîtrise en histoire dans la même université en 1974. Elle effectue son doctorat à l’Université de Toronto entre 1981 et 1982. Historienne de formation, elle se spécialise en histoire des femmes.

### Carrière d'historienne
Marie Lavigne rejoint le collectif Clio, avec lequel elle co-écrit l'ouvrage L'Histoire des femmes au Québec depuis quatre siècles paru en 1982 et réédité en 1992. Sa participation à ce livre fait d'elle une historienne reconnue pour sa connaissance de la condition des femmes au Québec et pour son positionnement féministe,. En effet, pour Micheline Dumont, elle fait partie des chercheuses qui « font entrer les femmes dans le territoire de l'historien ».
Marie Lavigne est l'une des premières historiennes qui contribuent au journal scientifique Revue d’histoire de l’Amérique française : elle y publie en 1975 l'article « La Fédération nationale Saint-Jean-Baptiste et les revendications féministes au début du xxe siècle » avec Yolande Pinard et Jennifer Stoddart. Ce papier s'intéresse à une organisation associée aux débuts du mouvement féministe au Québec.
Dans une publication de 1983, Marie Lavigne est l'une des premières historiennes à remettre en cause l'image de la mère de famille nombreuse du milieu du xixe siècle au Québec. Elle y présente les chiffres de la fécondité au Québec, et fait le lien entre ces données démographiques et une analyse sociologique de la situation des femmes, concernant la natalité, la nuptialité et la régulation des naissances.
En 1997, Marie Lavigne rédige le chapitre « Structures institutionnelles en condition féminine – Le cas du Conseil du statut de la femme du Québec », paru dans l'ouvrage collectif Les femmes et l’État canadien, où elle considère les réussites, les échecs et les limites des interventions étatiques mises en place par le Conseil du statut de la femme du Québec en lien avec les besoins spécifiques des femmes, notamment en matière d'égalité des sexes.
En 2017, elle publie avec Michèle Stanton-Jean une biographie de la journaliste et militante féministe québécoise Idola Saint-Jean. Leur travail est jugé « remarquable » par l'historienne Camille Robert. En 2021, à nouveau avec Michèle Stanton-Jean, elle publie une biographie du couple formé par la journaliste et militante féministe québécoise Joséphine Marchand et l'homme politique Raoul Dandurand.

### Carrière dans la fonction publique

#### Débuts
D'août 1982 à décembre 1983, Marie Lavigne est la directrice du Bureau de la condition des femmes au travail au ministère de la Main-d’œuvre et de la Sécurité du revenu du Québec. Par la suite, de décembre 1983 à novembre 1986, elle devient la directrice régionale de l’Outaouais pour le ministère des Affaires culturelles du Québec. Elle y travaille sur les questions liées au patrimoine, aux arts, à la littérature, aux bibliothèques ainsi qu’aux infrastructures culturelles.
De novembre 1986 à novembre 1987, Marie Lavigne occupe le poste de directrice des régions, toujours pour le ministère des Affaires culturelles du Québec. Elle poursuit le même type de missions, mais celles-ci concernent désormais huit directions régionales. Elle devient par la suite directrice générale des régions, au sein du même ministère.

#### Conseil du statut de la femme du Québec
De 1978 à 1983, Marie Lavigne travaille à la mise en place de la Direction de la recherche au sein du Conseil du statut de la femme du Québec (CSF). Elle en devient ensuite la quatrième présidente de 1988 à 1995 : sa nomination se fait notamment suite à ses expériences professionnelles et académiques, ainsi qu'à ses publications concernant l'histoire des femmes et son positionnement féministe,.
Dès le début de son mandat, elle se déplace dans les différentes régions du Québec, afin de consulter les organisations féministes pour leur permettre d'exprimer leurs revendications, et ainsi orienter les missions du CSF dans les années suivantes. Elle s'engage en effet à maintenir les liens forts qu'entretiennent le CSF et le mouvement des femmes. Durant son mandat, le CSF travaille principalement sur l’autonomie financière des femmes et intègre des notions issues de l'économie sociale.

#### Fin de carrière
En 1995, Marie Lavigne quitte le CSF pour prendre un poste à la direction du Conseil des arts et des lettres du Québec, qu'elle conserve jusqu'en 2002. À partir de 2001, elle occupe pendant dix ans la place de présidente-directrice générale de la Place des Arts, un complexe culturel et artistique canadien,. Elle renonce à ses fonctions en 2012 pour prendre sa retraite.
En 2003, elle fonde le Partenariat du Quartier des spectacles à Montréal, dont elle préside le comité de gouvernance et d’éthique,. Elle siège au conseil d'administration de plusieurs organisations culturelles et artistiques : la Fondation des artistes du Québec, le Festival TransAmériques et la Fondation René-Derouin,. En 2013, elle participe au Groupe de travail sur l’avenir du réseau muséal québécois du ministère de la Culture, des Communications et de la Condition féminine du Québec, présidé par le politologue Claude Corbo, qui produit un rapport de 217 pages (Entre mémoire et devenir),. En 2014, elle est faite chevalière de l'Ordre national du Québec.

### Vie privée
Marie Lavigne est mariée au journaliste Bernard Descôteaux,.

## Publications
- Les Femmes dans la société québécoise, Boréal Express, 1977, 214 p.  (ISBN 0-88503-063-X)Écrit avec Yolande Pinard.
- L'Histoire des femmes au Québec depuis quatre siècles, Quinze, 1982Écrit avec Micheline Dumont, Michèle Stanton-Jean et Jennifer Stoddart. Réédition Le Jour, 1992. 646 p.
- Travailleuses et féministes : Les femmes dans la société québécoise, Boréal Express, 1983, 430 p.Écrit avec Yolande Pinard.
- Idola Saint-Jean, l'insoumise, Boréal, 2017, 384 p.  (ISBN 9782764625002)Écrit avec Michèle Stanton-Jean.
- Joséphine Marchand et Raoul Dandurand : amour, politique et féminisme, Boréal, 2021, 389 p.  (ISBN 9782764626634)Écrit avec Michèle Stanton-Jean.

## Distinctions
- 2014 : chevalière de l'Ordre national du Québec